# Limba lakota
Lakota (Lakȟótiyapi), de asemenea, menționată ca Lakhota, Teton sau Teton Sioux, este o limbă Siouană vorbită de oamenii Lakota din triburile Sioux. Deși, în general e învățată și considerată de vorbitori ca limbă separată, Lakota este reciproc inteligibilă cu alte două limbi, și este considerat de către majoritatea lingviștilor una dintre cele trei mari varietăți ale limbii Sioux. Are aproximativ 2.000 de vorbitori care trăiesc mai ales în câmpiile de nord ale Americii din Dakota de Nord și Dakota de Sud. Există un adevărat program on-line disponibil pentru copii. De asemenea, există un adevărat Program cu clase de copii de la Red Cloud Indian School.
Limba a fost prima pusă în formă scrisă de către misionari în jurul anului 1840 și a evoluat pentru a reflecta nevoile actuale de utilizare.

## Istoria și originea
În triburile Lakota poveștile spun că limba își are originea de la nașterea tribului.

## Fonologie

### Vocalele
Lakota are cinci vocale orale, /i e o u/, și trei vocale nazale, /ĩ ã × / (fonetic [ɪ ə ʊ]). Lakota /e/ și /o/ sunt mai deschise decât cea corespunzătoare vocalelor cardinale, poate mai aproape de [ɛ] și [ɔ]. Ortografic, vocalele nazale sunt scrise cu ⟨ƞ⟩, ⟨n⟩, sau ⟨n⟩; din punct de vedere istoric, acestea au fost scrise cu ogoneks dedesubt, ⟨į ¤ ų⟩.
| Față    | Central | Înapoi |   |
| ------- | ------- | ------ | - |
| sus     | oral    | i      | u |
| sus     | nazal   | ĩ      | ũ |
| central | e       | o      |   |
| jos     | oral    | o      |   |
| jos     | nazal   | ã      |   |

Neutru vocala (schwa) este automat inserat între anumite consoane, de exemplu, în perechi <gl>, <bl> și <gm>. Deci, numele de clan scris phonemically ca <Oglala> a devenit nume de loc Ogallala.

### Consoane
| Bilabial                     | Dental              | Alveolar          | Postalveolar      | Velar    | Uvular            | Glottal |
| ---------------------------- | ------------------- | ----------------- | ----------------- | -------- | ----------------- | ------- |
| Nazal                        | Nazal               | m [m]             | n [n]             |          |                   |         |
| Consoană africată și plosivă | consoană surdă      | p [p]             | t [t]             | č [tʃ]   | k [k]             | ’ [ʔ]   |
| Consoană africată și plosivă | consoană vocală     | b [b]             | g [ɡ]             |          |                   |         |
| Consoană africată și plosivă | consonantă aspirată | ph [pʰ] / pȟ [pˣ] | th [tʰ] / tȟ [tˣ] | čh [tʃʰ] | kh [kʰ] / kȟ [kˣ] |         |
| Consoană africată și plosivă | consonantă ejectivă | p’ [pʼ]           | t’ [tʼ]           | č’ [tʃʼ] | k’ [kʼ]           |         |
| Consoană fricativă           | consoană surdă      | s [s]             | š [ʃ]             | ȟ [χ]    |                   |         |
| Consoană fricativă           | consoană vocală     | z [z]             | ž [ʒ]             | ǧ [ʁ]    |                   |         |
| Consoană fricativă           | consonantă ejectivă | s’ [sʼ]           | š’ [ʃʼ]           | ȟ’ [χʼ]  |                   |         |
| Consoană sonantă             | Consoană sonantă    | w [w]             | l [l]             | y [j]    | h [h]             |         |

#### Alfabetul
Ortografia standard a limbrii Lakota, cum este utilizată de către majoritatea școlilor, este, în principiu, fonemic, ceea ce înseamnă că fiecare personaj reprezintă doar un sunet distinctiv.

## Legături externe
- Lakota Language Consortium
- Lakȟól'iya Owaákhiye Othí language forum
- New Lakota Dictionary online Arhivat în 18 octombrie 2016, la Wayback Machine.
- Omniglot
- Our Languages: Lakota Arhivat în 17 noiembrie 2013, la Wayback Machine. (Saskatchewan Indian Cultural Centre)
- Niobrara Wocekiye Wowapi: The Niobrara Prayer Book (1991) Episcopal Church prayers in Lakota
- Palatalization in Lakhota
- Swadesh vocabulary lists for Lakota and other Siouan languages (from Wiktionary)
- Tusweca Tiospaye Arhivat în 24 mai 2013, la Wayback Machine., language learning
- ELAR archive of Lakota Language: Translation of Songs and Speeches Arhivat în 25 iunie 2016, la Wayback Machine.